# NGC 68
Az NGC 68 egy lentikuláris galaxis az Andromeda (Androméda) csillagképben.

## Felfedezése
Az NGC 68 galaxist William Herschel fedezte fel 1784. szeptember 11-én.

## Tudományos adatok
A galaxis 5735 km/s sebességgel távolodik tőlünk.